# Kresge Auditorium
Das Kresge Auditorium ist ein Hörsaalgebäude des Massachusetts Institute of Technology (MIT) in Cambridge, Massachusetts. Das von Eero Saarinen entworfene Gebäude wurde von 1953 bis 1955 erbaut. Eine konstruktive Besonderheit des Gebäudes ist die Stahlbetonkuppel in Form eines perfekten Kugelsegmentes, die optisch auf drei Stützpfeilern ruht. Das Hörsaalgebäude ist nach dem Mäzen Sebastian Kresge (1867–1966) benannt, dessen Kaufhauskette später zu Kmart umbenannt wurde.

## Baubeschreibung
Das Gebäude wird durch die Form seines Dachs definiert, eine elegante und dünnschalige Struktur aus Stahlbeton. Die Dachhülle entspricht dem Achtel einer Kugeloberfläche und ist mit Kupfer verkleidet. Das Dach erhebt sich zu einer Höhe von 15 m. Die drei symmetrischen Seiten des Gebäudes werden durch eine gläserne Vorhangfassade gebildet. Ursprünglich sollte die aus Aluminium-Profilen und Glas gebildete Vorhangfassade keine Lasten aufnehmen, das Dach einzig auf den drei Lagern ruhen. Als nach dem Aufbringen und Aushärten des Betons das Formgerüst entfernt wurde, begann die Dachschale zu kriechen. Nach sechs Wochen hing die Dachkante schon bis zu 10 cm durch, mehr als dreimal so viel wie erwartet. Temporär musste ein Stützgerüst errichtet werden. Abhilfe verschafften vertikale Stahlträger, die auf der Innenseite der Vorhangfassade „versteckt“ angebracht wurden, und die einen Teil der statischen Lasten aufnehmen. Auf der tragenden Betonkuppel befand sich eine Deckschicht aus Leichtbeton, die durch die unkontrollierte Verformung der Schale Risse entwickelte, die zu langfristigen Problemen mit eindringendem Wasser führte.
Die Kuppel steht auf einer kreisförmigen Plattform aus rotem Backstein und nimmt einen Konzertsaal (bzw. Hörsaal) mit 1.226 Sitzplätzen auf. Auf einer Ebene unter dem großen Saal befindet sich ein kleines Theater mit 177 Sitzplätzen, dazu Proberäume, Umkleiden und weitere kleinere Räume. Das Auditorium ist seitlich von einer leichten Konstruktion umgeben, die innen mit Sperrholz ausgekleidet ist. Die Vorhangfassade öffnet den Blick also nur auf die Lobby, schon aus akustischen Gründen wären die Glaswände als direkte Umbauung des Auditoriums ungeeignet. Die Decke des Auditoriums ist abgehängt, daran befinden sich wellenförmige Diffusoren.